# Euphorbia dalettiensis
Euphorbia dalettiensis ist eine Pflanzenart aus der Gattung Wolfsmilch (Euphorbia) in der Familie der Wolfsmilchgewächse (Euphorbiaceae).

## Beschreibung
Die sukkulente Euphorbia dalettiensis bildet Sträucher aus, die sich von der Basis aus verzweigen und eine Höhe von bis zu 2,8 Meter erreichen können. Die vierkantigen Triebe sind mit einem gelblichen und dunkelgrünen Muster versehen und werden bis 15 Millimeter dick. An den Kanten sind sie, in einem Abstand von bis zu 15 mm zueinander, mit sehr flachen Zähne versehen. Die verlängerten Dornschildchen verschmelzen mit zunehmendem Alter zu einem Hornrand. Es werden Dornen bis 7 Millimeter Länge ausgebildet, die an den oberen Trieben unauffällig sind. Weiterhin sind sehr kleine Nebenblattdornen vorhanden.
Es werden einfache und einzelne Cymen ausgebildet, die sich an 1,5 Millimeter langen Blütenstandstielen befinden. Die Cyathien erreichen einen Durchmesser von 3,5 Millimeter. Die länglichen Nektardrüsen sind gelb gefärbt und ineinander übergehend. Die deutlich gelappte Frucht wird 3 Millimeter lang und 5,5 Millimeter breit. Sie steht an einem zurückgebogenen und 5 Millimeter langen Stiel. Über den Samen ist nichts bekannt.

## Verbreitung und Systematik
Euphorbia dalettiensis ist im Osten von Äthiopien im Tal des Gobeli-Flusses auf kalksteinhaltigen Hängen in Höhenlagen von 1200 Meter verbreitet.
Die Erstbeschreibung der Art erfolgte 1987 durch den britischen Botaniker Michael George Gilbert (* 1943).